# Tana River

Tana River-distriktet

Tana River är ett av Kenyas administrativa distrikt, och ligger i provinsen Kustprovinsen. År 1999 hade distriktet 180 901 invånare. Huvudorten är Hola.
Distriktet har fått sitt namn efter Tanafloden, som flyter härigenom.